# شاتل-سن-ژرمن
شاتل-سن-ژرمن (به فرانسوی: Châtel-Saint-Germain) یک کمون در فرانسه است که در Canton of Ars-sur-Moselle واقع شده‌است.

## خصوصیات
شاتل-سن-ژرمن ۱۲٫۸۸ کیلومترمربع مساحت و ۱٬۹۸۳ نفر جمعیت دارد و ۲۰۰ متر بالاتر از سطح دریا واقع شده‌است.